# Clubiona puera
Clubiona puera là một loài nhện trong họ Clubionidae.
Loài này thuộc chi Clubiona. Clubiona puera được Hercule Nicolet miêu tả năm 1849.